# Caminheiro-de-espora
Petinha-austral ou caminheiro-de-espora (Anthus correndera) é uma espécie de ave da família Motacillidae.
Pode ser encontrada nos seguintes países: Argentina, Bolívia, Brasil, Chile, Ilhas Malvinas, Paraguai, Peru, Ilhas Geórgia do Sul e Sandwich do Sul e Uruguai.
Os seus habitats naturais são: campos de gramíneas de clima temperado, campos de altitude subtropicais ou tropicais e pastagens.